# Michiel Kramer
Michiel Kramer (Róterdam, 3 de diciembre de 1988) es un futbolista neerlandés que juega de delantero en el RKC Waalwijk de la Eerste Divisie.

## Trayectoria
Empezó jugando al fútbol en el XerxesDZB, club situado en su ciudad natal. En él se fijó el S. B. V. Excelsior, donde continuó con su formación. En 2006 abandonó su ciudad natal para jugar en las categorías inferiores del NAC Breda, club con el que debutó a nivel profesional en la temporada 2007-08.
Tras dos años en el primer equipo del NAC, bajó un escalón y fichó por un club de la Eerste Divisie, el F. C. Volendam, en 2009. En cuatro años marcó 40 goles en 114 partidos, cifras que le permitieron volver a la Eredivisie fichando por el ADO Den Haag en 2013.
En su regreso a la máxima competición del fútbol neerlandés en la temporada 2013-14, el equipo a punto estuvo de jugar los play-offs que daban acceso a la Liga Europa de la UEFA. El curso siguiente anotó 17 goles en 32 partidos.
En 2015 dio un salto en su carrera y fichó por el Feyenoord. En su primera temporada ganó la Copa de los Países Bajos, ayudando al Feyenoord a romper una racha de 8 años sin ganar ningún título. La siguiente temporada ayudó a lograr la Eredivisie por primera vez en 18 años. Abandonó el club en febrero de 2018 tras anunciarse su fichaje por el Sparta Rotterdam hasta final de temporada.
Su estancia en el Sparta de Róterdam fue más breve de lo esperado ya que, a los dos meses de llegar, el 19 de abril, se le rescindió el contrato después de ser expulsado en el partido que jugaron contra el S. B. V. Vitesse y ser sancionado con siete partidos, no pudiendo jugar más el resto de la temporada.
En junio de 2018 se anunció su fichaje por el Maccabi Haifa, siendo su primera experiencia fuera de los Países Bajos. Esta duró apenas seis meses y el 23 de enero de 2019 se hizo oficial la vuelta a su país para jugar en el F. C. Utrecht.
En julio de 2019 regresó al ADO Den Haag firmando un contrato por dos temporadas. Pasado ese tiempo abandonó el club y se incorporó al RKC Waalwijk. En la campaña 2024-25 el equipo descendió a la Eerste Divisie e inició la pretemporada a pesar de que su contrato expiraba en junio. Acabó renovando hasta 2027 con el objetivo de devolver al club a la Eredivisie.

## Clubes
| Club                | País         | Año       |
| ------------------- | ------------ | --------- |
| NAC Breda           | Países Bajos | 2007-2009 |
| F. C. Volendam      | Países Bajos | 2009-2013 |
| ADO Den Haag        | Países Bajos | 2013-2015 |
| Feyenoord           | Países Bajos | 2015-2018 |
| Sparta Rotterdam    | Países Bajos | 2018      |
| Maccabi Haifa F. C. | Israel       | 2018-2019 |
| F. C. Utrecht       | Países Bajos | 2019      |
| ADO Den Haag        | Países Bajos | 2019-2021 |
| RKC Waalwijk        | Países Bajos | 2021-     |

## Palmarés

### Títulos nacionales
| Título                        | Club      | País         | Año  |
| ----------------------------- | --------- | ------------ | ---- |
| Copa de los Países Bajos      | Feyenoord | Países Bajos | 2016 |
| Eredivisie                    | Feyenoord | Países Bajos | 2017 |
| Supercopa de los Países Bajos | Feyenoord | Países Bajos | 2017 |